# 行政改革推進事務局
行政改革推進事務局（ぎょうせいかいかくすいしんじむきょく）は、かつて日本の内閣官房に設置されていた機関である。

## 概要
2000年12月に閣議決定した行政改革大綱に基づき、2001年1月6日、行政改革の推進、検証を行なう機関として内閣官房に設けられた。2005年12月に「今後の行政改革の基本方針」が閣議決定され、2006年6月、本事務局は廃止された。

## 組織
- 行政改革推進調整室
- 特殊法人等改革推進室
- 公務員制度等改革推進室
- 行政委託型公益法人等改革推進室

## 事務局長
| 氏名     | 出身省庁   | 就任年月日   |
| -------- | ---------- | ------------ |
| 西村正紀 | 行政管理庁 | 2001年1月6日 |
| 堀江正弘 | 行政管理庁 | 2002年8月2日 |
| 松田隆利 | 行政管理庁 | 2004年7月2日 |